# Burgberg (Lichtenfels)

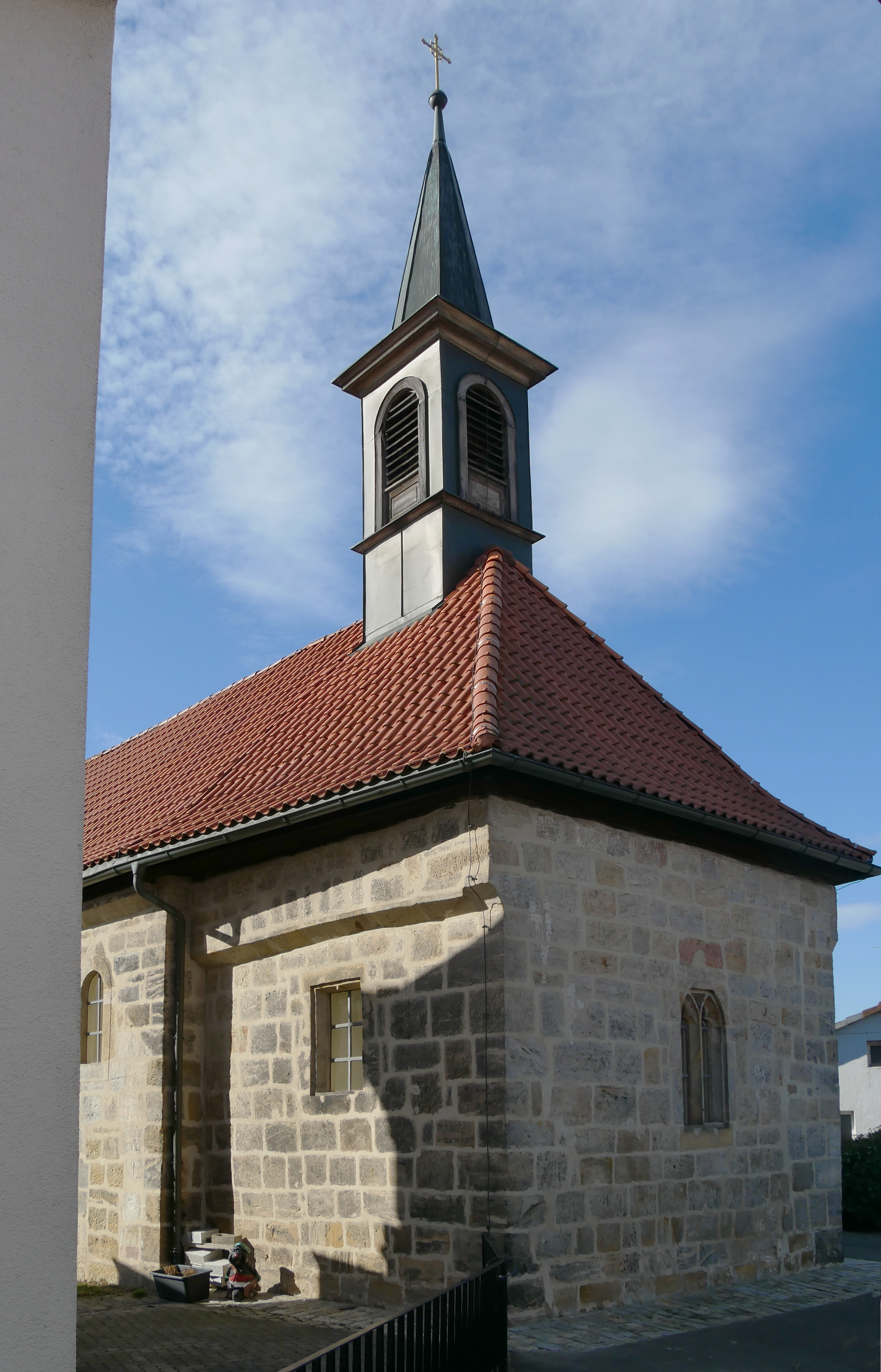
Burgkapelle St. Jakobus am Fuß des Burgbergs

Burgberg ist ein Gemeindeteil der Stadt Lichtenfels im oberfränkischen Landkreis Lichtenfels.

## Geschichte
Das Dorf wurde 1366 erstmals urkundlich erwähnt.
Am 16. Juni 1925, dem Stichtag der Volkszählung, hatte die Gemeinde Burgberg eine Fläche von 16,92 Hektar. Außer dem Kirchdorf Burgberg gab es keine weiteren Ortsteile.
Burgberg wurde am 1. Oktober 1929 nach Lichtenfels eingemeindet. Bereits 1964 war der Ort mit Lichtenfels verbunden.
Im Jahr 1970 hatte das Dorf 701 Einwohner. Bei der Volkszählung 1987 wurde die Einwohnerzahl nicht mehr eigens ausgewiesen.